# Talbrücke Apfelstädt
Die Talbrücke Apfelstädt ist eine 293 m lange Balkenbrücke der Autobahn 71.
Das Bauwerk liegt zwischen der Anschlussstelle Erfurt-Bindersleben und dem Autobahnkreuz Erfurt. Es überspannt bei Ingersleben in einer Höhe von maximal 25 m den Fluss Apfelstädt sowie die Thüringer Bahn und die Landstraße 2154 zwischen Ingersleben und Erfurt-Bischleben. Gebaut wurde die Brücke mit zwei getrennten Überbauten bei Kosten von 16 Millionen DM in den Jahren 1997 und 1998.

## Unterbauten
Die Pfeiler mit einer maximalen Höhe von 18 m bis Unterkante des Überbaus haben einen Vollquerschnitt. Die Abmessungen der rechteckigen Pfeiler verkleinern sich durch einen Anzug von 1:70 auf das Maß von 4,2 m × 1,9 m bei der Einschnürung, die 3,5 m unterhalb des Pfeilerkopfes liegt. Oberhalb der Einschnürung verbreitert sich der Querschnitt zur Aufnahme der Brückenlager auf 6,1 m × 2,7 m.

## Überbauten
Die beiden nebeneinanderliegenden Überbauten der Spannbetonbrücke weisen in Längsrichtung den Durchlaufträger als Bauwerkssystem auf. In Querrichtung ist jeweils ein Hohlkastenquerschnitt mit einer konstanten Konstruktionshöhe von 2,6 m in den beiden Endfeldern vorhanden. In den drei Mittelfeldern sind die Überbauten gevoutet ausgebildet, mit einem Maximum von 5,35 m über den beiden mittleren Pfeilern und 2,60 m in Feldmitte. Die beiden Fahrbahnplatten sind zusammen 28,5 m breit. Die Vorspannung besteht aus internen Spanngliedern.
Der östliche Überbau weist fünf Felder mit einer Gesamtstützweite von 258 m auf. Die einzelnen Stützweiten betragen 47 m, 53 m, 76 m, 47 m und 35 m. Der westliche Überbau hat ein Feld mehr und bei Einzelstützweiten von 35 m, 47 m, 53 m, 76 m, 47 m und 35 m eine Gesamtstützweite von 293 m.